# William Hayes (écrivain)
Cet article concerne l'écrivain américain. Pour le compositeur anglais, voir William Hayes (compositeur).
Pour les articles homonymes, voir Hayes.
William « Billy » Hayes (né le 3 avril 1947 à New York) est un écrivain, acteur et réalisateur américain. Son œuvre majeure est l'autobiographie Midnight Express (en) dans laquelle il raconte sa vie et son évasion d'une prison turque. Cet ouvrage inspire le film Midnight Express, diffusé en 1978.

## Biographie
Au cours de son quatrième voyage en Turquie, Hayes est arrêté pour détention de haschisch à l'aéroport d'Istanbul le 6 octobre 1970, alors qu'il est encore étudiant mais déjà trafiquant de drogue car il avait pour habitude de transporter deux kilogrammes de haschisch, dans un plâtre au pied pour le premier voyage et autour du corps pour les suivants.
Lors d'un premier procès, il est condamné à une peine de quatre ans et deux mois de prison pour détention de stupéfiants et incarcéré à la prison de Sağmalcılar à Istanbul, avant d'être transféré provisoirement à l'hôpital psychiatrique de Bakırköy à la suite d'un incident.
Alors qu'il avait presque purgé sa première peine, un second procès est organisé, les autorités turques souhaitant qu'il soit jugé pour trafic de stupéfiants, un chef d'accusation beaucoup plus lourd que le premier. Il est alors condamné à trente ans de réclusion et est envoyé à la prison d'İmralı, une île située dans la mer de Marmara. Le 4 octobre 1975, il réussit à s'en échapper en pleine nuit à bord d'une chaloupe et débarque le lendemain à Bandırma. Il rejoint alors la Grèce, puis rentre aux États-Unis.
À son retour, William Hayes raconte ses conditions de détention et les épreuves qu'il a traversées dans l'ouvrage Midnight Express. En 1978, Alan Parker réalise une adaptation cinématographique de son livre, avec Brad Davis dans le rôle de Hayes. Le film connaît un réel succès et reçoit deux Oscars et plusieurs Golden Globes.
Par la suite, William Hayes reste dans le domaine du divertissement, en tant qu'acteur et écrivain. En 2003, il écrit et réalise Southside.